# Лида (аэродром)
Лида (бел. Ліда) — военный аэродром, расположенный восточнее одноимённого города Лида Гродненской области в Белоруссии.

## История
Аэродром является одним из старейших в истории авиации. Подписанием 23 августа (5 сентября по новому стилю) 1905 года Портсмутского мирного договора закончилась русско-японская война (1904—1905). Русские войска в Маньчжурии были расформированы и демобилизованы, а оставшиеся перебазированы на новое место службы. В 1906 году 9-я воздухоплавательная рота Маньчжурской армии была перемещена с Дальнего Востока в Лиду.
В 1907 году здесь была сформирована специальная рота, которая имела на вооружении несколько дирижаблей, около 300 солдат и 9 офицеров, а также 150 лошадей и 120 повозок.
Лётное поле и необходимая инфраструктура, включая эллинги для дирижаблей для 9-й воздухоплавательной роты были построены в 1910 году военной строительной комиссией во главе с военным инженером генерал-майором И. Каннабихом на землях, купленных городской управой. После строительства аэродрома 18 июня 1914 года на аэродроме сформирован 3-й корпусной авиационный отряд Российского Императорского Воздушного флота, преемником которого в июне 1938 года стал 15-й истребительный авиационный полк.
На вооружении отряда стояли 4 дирижабля мягкого типа: «Альбатрос», «Астра», «Голубь» и «Гриф». Первым на аэродром с базы Учебного воздухоплавательного парка в деревне Сализи под Санкт-Петербургом прибыл «Альбатрос».

«Третьего дня около 8 часов вечера в район расположения 169 пехотного Ново-Троицкого полка опустился прилетевший из Лиды аэроплан с военным лётчиком поручиком Альбрехтом и механиком унтер-офицером Белогубенко. В назначенное время прибыл командир его авиационной роты в Лиде капитан Рещиков. Поручик Альбрехт был встречен командиром 169 пехотного Ново-Троицкого полка полковником Якимовским во главе офицеров полка, пригласившим офицеров воздухоплавателей в офицерское собрание разделить хлеб-соль… Начиная со следующего дня, в Вильно из Лиды будут летать аэропланы, совершая практические полёты».— «Виленский вестник» от 18 апреля 1914 года
В конце июля 1914 года военный министр генерал-адъютант В. А. Сухомлинов утвердил новое распределение первой десятки «Муромцев». Два из них, в качестве учебных, должны были остаться в Гатчинской военной авиационной школе, где проходила основная подготовка авиационных кадров для ЭВК и её комплектование техникой. Три «Муромца» были распределены во 2-ю авиационную роту в Варшаве, два — в 3-ю авиароту в Киеве. А трём «Муромцам» местом базирования был определён аэродром Лида, 4-я авиационная рота.
Летом 1915 года на аэродроме проводились испытания легендарного самолёта «Илья Муромец», которыми руководил конструктор Игорь Сикорский.
После советско-польской войны 1919—1921 по Рижскому мирному договору Советской России с Польшей от 18 марта 1921 года Западная Белоруссия отошла Польше. С весны 1921 года по осень 1939 года на аэродроме базировались авиационные подразделения Польши: сначала это был 11-й полк истребителей, затем 5-й бомбардировочной полк.
При освобождении Западной Белоруссии частями РККА в сентябре 1939 года часть польских самолётов с аэродрома действовала на немецко-польском фронте. 20 самолётов в сентябре 1939 года перед приходом Красной Армии, смогли перелететь в Латвию, а 23 самолёта (в том числе 11 неповреждённых) остались на аэродроме и стали трофеями РККА. В сентябре 1939 года Лида была включена в состав Белорусcкой ССР.
В феврале 1940 года на аэродром перебазировался 31-й истребительный авиационный полк и передан в непосредственное подчинение штаба ВВС БОВО. В марте 1940 года включен в состав 66-й иабр ВВС БОВО. 26 июня 1940 года вошел в состав 8-й смешанной авиадивизии ВВС Прибалтийского Особого военного округа и перебазировался.
По состоянию на 31 мая 1941 года на аэродроме базировались:
- управление 11-й смешанной авиадивизии;
- 122-й истребительный авиационный полк;
- авиасклад № 899,
- 213-е стационарные авиамастерские,
- штаб 38-й авиабазы,
- 165-й батальон аэродромного обеспечения и его подразделение обслуживания,
- 152-я аэродромно-техническая рота.

Площадь аэродома составляла 390 000 м2, аэродом был оснащён оборудованием для посадок самолётов всех систем в дневных и ночных условиях.
Во время немецкой оккупации на аэродроме базировались подразделения Люфтваффе:
- III./JG 52,
- IV./JG 51,
- I./SG 1,
- 10.(Pz)/SG 3,
- Stab/NSGr.
- 2, 1./NSGr.
- 2, 2./NSGr.
- 2, 3./NSGr.
- 2, Stab/NAGr. 10.

С 5 сентября 1944 года по 22 декабря 1944 года на аэродроме базировался 8-й авиационный Смоленский корпус дальнего действия.
В послевоенный период на аэродроме базировались:
- 74-й гвардейский штурмовой авиационный Сталинградский Краснознамённый ордена Суворова полк (с 1956 года — 74-й гвардейский истребительно-бомбардировочный авиационный Сталинградский Краснознамённый ордена Суворова полк) на самолётах Ил-2, Ил-10 и МиГ-15. Полк базировался с 9 августа 1945 года по апрель 1960 года, когда был расформирован на аэродроме в составе 1-й гвардейской истребительно-бомбардировочной авиационной Сталинградской ордена Ленина дважды Краснознамённой орденов Суворова и Кутузова дивизии[7];
- 136-й гвардейский штурмовой авиационный Сталинский Краснознамённый ордена Суворова полк (с 1956 года — 136-й гвардейский истребительно-бомбардировочный авиационный Сталинский Краснознамённый ордена Суворова полк) на самолётах Ил-2, Ил-10 и МиГ-15. Полк базировался с 9 августа 1945 года по апрель 1960 года, был расформирован на аэродроме в составе 1-й гвардейской истребительно-бомбардировочной авиационной Сталинградской ордена Ленина дважды Краснознамённой орденов Суворова и Кутузова дивизии[7];
- 1-я гвардейская штурмовая авиационная Сталинградская ордена Ленина дважды Краснознамённая орденов Суворова и Кутузова дивизия — с сентября 1952 года по 1993 год. В апреле 1956 года дивизия переименована в бомбардировочную дивизию, 23 августа 1957 года — в истребительно-бомбардировочную, 11 ноября 1976 года — в авиационную дивизию истребителей-бомбардировщиков. В июле 1989 года дивизия стала бомбардировочной, а в 1993 году — вернулось прежнее название — 1-я гвардейская штурмовая авиационная Сталинградская ордена Ленина дважды Краснознамённая орденов Суворова и Кутузова дивизия[7];
- с 11 ноября 1953 года по июнь 1989 года 911-й истребительный авиационный полк на самолётах МиГ-15, МиГ-17, МиГ-23БН, МиГ-21С, МиГ-27 и МиГ-27К.

## Современная история
После распада Советского Союза на аэродром перебазировался 206-й отдельный штурмовой авиационный полк, на основе которого создана 206-я гвардейская штурмовая Краснознамённая Радомская авиационная база. В 2010 году на аэродроме был сформирован 206-й Центр подготовки лётного состава ВВС Беларуси, а 206-я гвардейсая штурмовая Краснознамённая Радомская авиабаза преобразована в 116-я гвардейская штурмовая авиационная Радомская Краснознаменная база ВВС Белоруссии.

## Происшествия
- 21 ноября 1977 г. авария самолёта МиГ-21С, аэродром Лида, майор Молчанов В. Н. Метеоусловия: облачность 6 баллов, перистая, нижний край 5500 м, видимость — 8 км, ветер у земли 180°, 6м/с, атмосферное давление — 742,5 мм.рт.ст, температура +3,2°. Через 26 мин после взлёта, выполнив полет по маршруту на средней высоте, летчик вывел на посадочный курс. На удалении 33 км от ВПП выпустил шасси и закрылки во взлетное положение и приступил к снижению с вертикальной скоростью 40 м/с, скорость полета 500 км/ч по прибору. До удаления 26 км выдерживал глиссаду сжижения, о чём постоянно докладывал высотой. В дальнейшем принял железнодорожную станцию Бастуны за ВПП. Летчику показалось, что близко подошел к аэродрому, перешел на визуальный полет с резким снижением. При этом контроль за высотой не осуществлял. Когда перевел взгляд на прибор, то определил, что высота около 150 м. Увеличение оборотов двигателя и взятие ручки управления на себя уже не смогли изменить создавшуюся обстановку и самолёт с просадкой на удалении 22 км и 4 км левее оси ВПП зацепил кроны деревьев. При столкновении со стволами деревьев самолёт получил повреждения и, после остановки и покидания кабины летчиком, воспламенился и сгорел. Причиной явилась ошибка летчика в распределении внимания при переходе от приборного пилотирования к визуальному в условиях ночи и недоверия к командам руководителя посадки самолётов РСП.